# Álvaro
Álvaro, właśc. Álvaro Luiz Maior de Aquino (ur. 1 listopada 1977 w São Paulo) – brazylijski piłkarz, występujący na pozycji środkowego obrońcy.

## Kariera klubowa
Álvaro rozpoczął piłkarską karierę w São Paulo FC w 1997 roku. W 1998 występował w Américe Belo Horizonte, po czym przeszedł do Goiás EC. Z Goiás zdobył mistrzostwo stanu Goiás – Campeonato Goiano w 1999 roku. W pod koniec 2000 roku wyjechał po raz pierwszy do Europy do UD Las Palmas. W klubie z Wysp Kanaryjskich występował przez dwa i pół sezonu. W 2002 roku spadł do drugiej ligi.
W latach 2003–2006 występował w Realu Saragossa. Z Realem zdobył Puchar Króla 2004 po pokonaniu w finale Realu Madryt i pokonaniu Valencii Superpuchar Hiszpanii 2004. W latach 2006–2008 był zawodnikiem Levante UD, z którym w 2008 roku spadł do Segunda División. W 2008 roku powrócił do Brazylii i grał w SC Internacional. Z Internacionalem zdobył mistrzostwo Rio Grande do Sul – Campeonato Gaúcho 2009.
Od połowy 2009 jest zawodnikiem CR Flamengo. Z Flamengo zdobył mistrzostwo Brazylii 2009.

## Kariera reprezentacyjna
Álvaro ma za sobą powołania do olimpijskiej reprezentacji Brazylii. W 2000 roku wystąpił w eliminacjach Igrzysk Olimpijskich w Sydney. W Igrzyskach w Australii wystąpił we wszystkich czterech meczach ze Słowacją, RPA, Japonią i Kamerunem. W reprezentacji olimpijskiej wystąpił 20 razy i strzelił 4 bramki.